# Comuna Belciugatele, Călărași
Belciugatele (în trecut, Belciugatele-Cojești) este o comună în județul Călărași, Muntenia, România, formată din satele Belciugatele (reședința), Cândeasca, Cojești, Mataraua și Măriuța.

## Așezare
Comuna se află în extremitatea de nord-vest a județului, la limita cu județele Ilfov și Ialomița, pe malurile râului Mostiștea și ale afluentului său, Belciugatele. Este traversată prin partea sudică de șoseaua națională DN3, care leagă Bucureștiul de Călărași. Lângă Belciugatele, din acest drum se ramifică DJ302, care duce spre nord-est în județul Ialomița spre Roșiori și Movilița (unde se termină în DN2). Lângă Măriuța, din acest drum se ramifică DJ402, care duce spre est și sud la Tămădău Mare, Fundulea (unde se intersectează cu DN3 și are ieșire pe autostrada A2), Sărulești, Nana și Luica.

## Demografie
Componența etnică a comunei Belciugatele
     Români (90,23%)
     Alte etnii (9,77%)
Componența confesională a comunei Belciugatele
     Ortodocși (89,1%)
     Alte religii (0,57%)
     Necunoscută (10,34%)
Conform recensământului efectuat în 2021, populația comunei Belciugatele se ridică la 2.476 de locuitori, în scădere față de recensământul anterior din 2011, când fuseseră înregistrați 2.484 de locuitori. Majoritatea locuitorilor sunt români (90,23%). Din punct de vedere confesional, majoritatea locuitorilor sunt ortodocși (89,1%), iar pentru 10,34% nu se cunoaște apartenența confesională.

## Politică și administrație
Comuna Belciugatele este administrată de un primar și un consiliu local compus din 11 consilieri. Primarul, Ovidiu-Iosif Gurlui[*], de la Partidul Social Democrat, este în funcție din 1 noiembrie 2024. Începând cu alegerile locale din 2024, consiliul local are următoarea componență pe partide politice:
|  | Partid                    | Consilieri | Componența Consiliului | Componența Consiliului | Componența Consiliului | Componența Consiliului | Componența Consiliului |
|  | ------------------------- | ---------- | ---------------------- | ---------------------- | ---------------------- | ---------------------- | ---------------------- |
|  | Partidul Social Democrat  | 5          |                        |                        |                        |                        |                        |
|  | Partidul Național Liberal | 4          |                        |                        |                        |                        |                        |
|  | Partidul Puterii Umaniste | 2          |                        |                        |                        |                        |                        |

## Istorie
La sfârșitul secolului al XIX-lea, comuna purta numele de Belciugatele-Cojești, făcea parte din plasa Mostiștea a județului Ilfov și era formată din satele Belciugatele de Jos, Belciugatele de Sus, Cojești și Cândești, cu 805 locuitori, ce trăiau în 211 case. În comună existau două biserici (la Belciugatele de Jos și Cojești), o școală mixtă, o moară cu aburi și două mașini de treierat cu aburi. La acea vreme, pe teritoriul actual al comunei mai funcționa în aceeași plasă și comuna Hagiești-Măriuța, cu satele Hagiești, Măriuța, Mataraua și Boteni, având 1729 de locuitori ce trăiau în 102 case; ea avea 4 biserici, două mori de apă, o școală mixtă și două mașini de treierat cu aburi.
Anuarul Socec consemnează cele două comune în plasa Sărulești a aceluiași județ. Comuna Belciugatele-Cojești avea aceeași compoziție (satul Cândești fiind de acum denumit Cândeasca) și o populație de 1056 de locuitori. Și comuna Hagiești-Măriuța și-a păstrat compoziția, populația ei ajungând la 2460 de locuitori. În 1931, satul Măriuța s-a separat de comuna Hagiești-Măriuța și a format, împreună cu satul Gostilele, comuna Măriuța.
În 1950, comunele au trecut în administrarea raionului Brănești și apoi (după 1952) raionului Lehliu, ambele în regiunea București. În 1968, ele au revenit la județul Ilfov, reînființat, satul Măriuța fiind inclus de atunci în comuna Belciugatele, care a căpătat atunci alcătuirea actuală. În 1981, o reorganizare administrativă regională a dus la transferarea comunei la județul Călărași.

## Monumente istorice

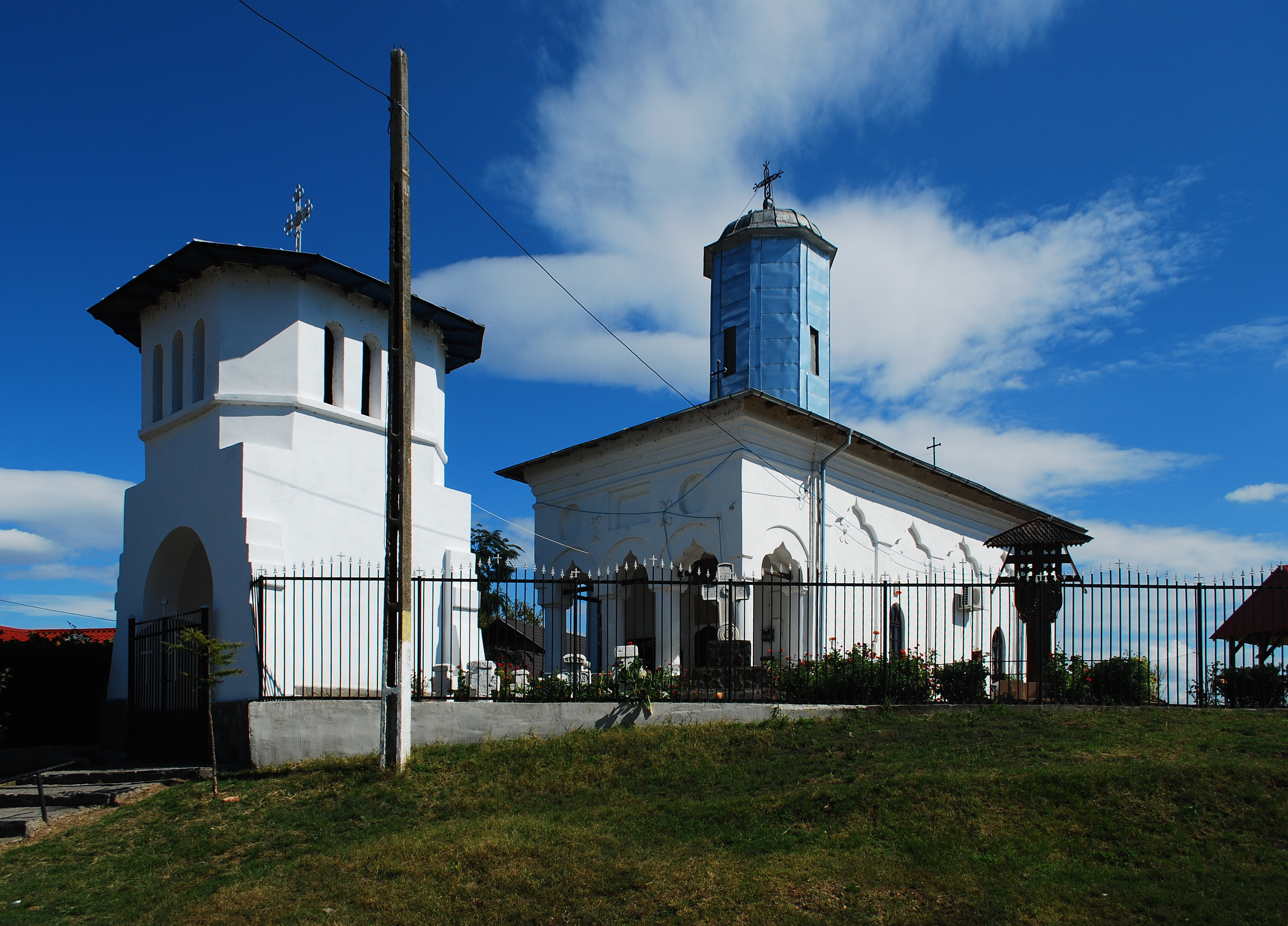
Biserica „Nașterea Domnului” (secolul al XVIII-lea) din satul Cojești, monument istoric de arhitectură de interes local din comuna Belciugatele

Cinci obiective din comuna Belciugatele sunt incluse în lista monumentelor istorice din județul Călărași ca monumente de interes local. Două sunt în categoria siturilor arheologice — așezarea și așezarea fortificată datând din perioada Latène, aflate la nord de satul Mataraua, pe malul Mostiștei. Celelalte trei sunt clasificate ca monumente de arhitectură — biserica „Nașterea Maicii Domnului” (secolul al XVIII-lea) din Cojești, biserica „Sfinții Împărați” (1810) din Mataraua și biserica „Sfântul Mucenic Gheorghe” (1865) din Măriuța.